# Перелісянка
Переліся́нка (Перелісяни) — село в Україні, у Звягельському районі Житомирської області. Населення становить 15 осіб (2001).

## Історія
У 1906 році — село Дераженської волості Новоград-Волинського повіту Волинської губернії. Відстань від повітового міста 42 верст, від волості 12. Дворів 24, мешканців 187.
У 1933—54 роках — адміністративний центр Перелісянської сільської ради Городницького району.